# Iglesia de San Pedro (Hamburgo)
La iglesia de San Pedro (en alemán: Hauptkirche St. Petri, alemán coll.: Petrikirche) es una iglesia catedral de Hamburgo que se encuentra en el sitio en que se construyeron muchas catedrales antiguas. Construida por orden del papa León X, ha sido una catedral protestante de la Iglesia evangélica en Alemania desde la Reforma protestante y su congregación forma parte de la Iglesia Evangélica Luterana en el norte de Alemania.

## Historia

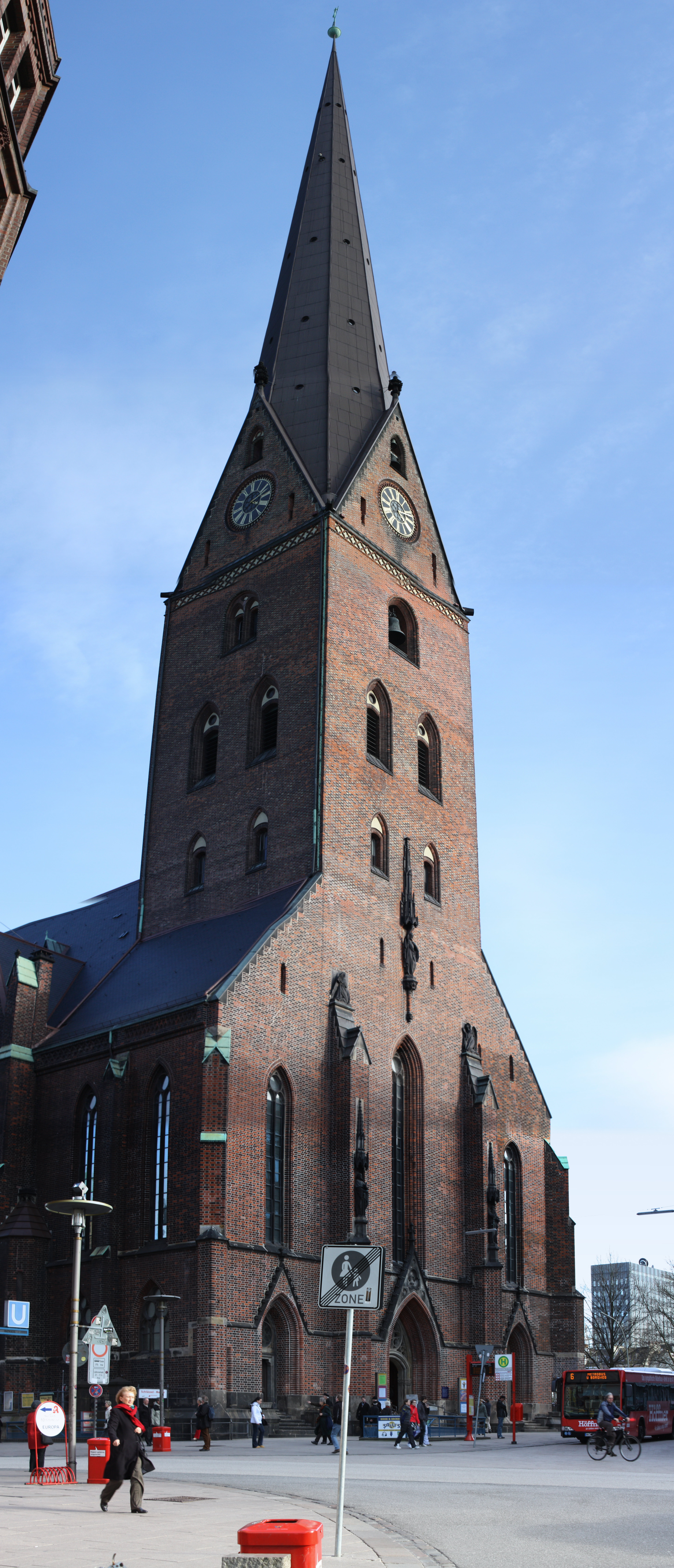
Vista del campanario

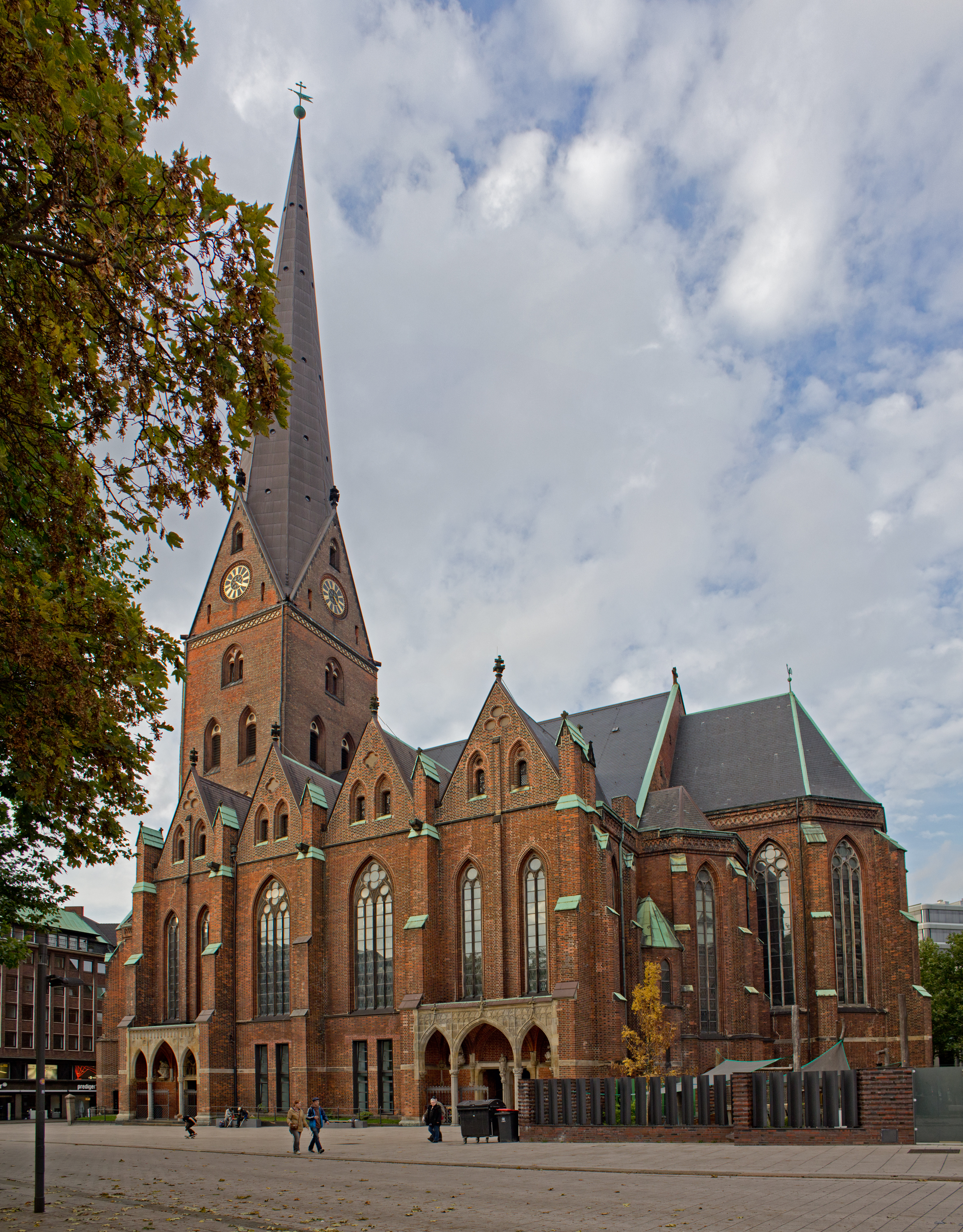
Vista lateral de la iglesia

Se cree que la catedral estaba en el área original de Hammaburg y que en lugar había existido antes una catedral. La iglesia de San Pedro probablemente fue construida a principios del siglo XI; está documentada por primera vez en 1195 como una catedral de mercado o ecclesia forensis. Alrededor de 1310, la catedral fue reconstruida en estilo gótico y se completó aproximadamente hacia 1418. La puerta de bronce de la cabeza de león de maneja, la obra más antigua de arte de Hamburgo, data desde la fundación de la torre en 1342.
Una segunda torre, construida en 1516, se elevaba por encima incluso de la catedral de Hamburgo. Su deterioro hizo que fuera demolida entre 1804 y 1807, después de haber sido utilizada por los soldados de Napoleón como un establo de caballos. El edificio fue víctima del gran incendio que arrasó Hamburgo en 1842. La mayoría de las obras de arte, como las manijas de puerta del león de cabeza, se salvaron. Las puertas del portal de San Pedro fueron gravemente dañadas por el fuego, pero fueron salvadas y terminaron siendo integrado en el Museum für Hamburgische Geschichte (establecido en 1922 y llamado Hamburgmuseum desde 2005), y la propia puerta fue restaurada de nuevo en 1995.
Sólo siete años después del gran incendio, la iglesia gótica fue reconstruida por los arquitectos Alexis de Chateauneuf y Hermann Felsenfest en su ubicación anterior. En 1878, se finalizó la aguja con una cubierta de cobre de 132 metros de altura de la torre de la catedral, diseñada por Johann Maack.
En la primera mitad del siglo XX, la parroquia perdió muchos miembros, ya que loscercanos barrios residenciales fueron derribados para desarrollar bancos y grandes almacenes en el centro de la ciudad. La iglesia pasó la Segunda Guerra Mundial relativamente intacta. En 1962, cuando se estaba construyendo un centro comunitario cercano, se descubrieron los cimientos de una torre medieval, la Bischofsturm (Torre del Obispo). En 1979, manifestantes contra la energía nuclear, incluyendo al más tarde pastor Christoph Stoermer, ocuparon la catedral. De 2005 a 2007, las fachadas oeste y sur de la iglesia estuvieron cubiertas por unos carteles gigantes anunciando H&M, la cadena de tiendas de ropa, que proporciona financiación para el mantenimiento de la catedral.

## Arte
La obra de arte más conocida de San Pedro son las manijas de la puerta, de cabeza de león, que se encuentra en el ala izquierda del portal oeste, aunque la catedral tiene muchas más obras de arte. En la parte norte de la catedral, un mural gótico de aproximadamente 1460 muestra al primer obispo Ansgar de Bremen, con las palabras «Apóstol del Norte». Una columna en el área del coro tiene una estatua de Bernt Notke, datado entre 1480-1483, que muestra al arzobispo Ansgar y la iglesia de Santa María de Hamburgo, que él fundó.
Del siglo XVII, hay dos pinturas al óleo de Gottfried Libalt: El sueño de Jacob y el Nacimiento de Cristo. Fueron dañados por un ataque con ácido en 1977, pero fueron restaurados en octubre de 2001, y volvieron a la catedral. La pintura Navidad 1813 en San Pedro se encuentra en una columna en la parte sur de la catedral. Muestra a los hamburgueses que, al no proporcionar alimentos a las tropas de ocupación de Napoleón, fueron encerrados en la iglesia por los soldados. En el frente de la catedral hay representaciones neo-góticas de los evangelistas. Una moderna escultura de bronce de Fritz Fleer muestra a Dietrich Bonhoeffer vestido como un convicto con las manos atadas.